# Seul
Seul ili Seoul (hangul: 서울) glavni je i najveći grad Republike Koreje, kulturni, trgovački i prometni centar s lukom na rijeci Han. Bio je glavni grad Koreje prije nego što se razdijelila. Danas u gradu živi 1/4 stanovništva Južne Koreje.
Seul se nalazi u središtu Korejskog poluotoka, na rijeci Han, oko 60 km od Žutog mora. U sjeverozapadnom je dijelu Južne Koreje i u blizini je granice sa Sjevernom Korejom.
Privredno je središte s metalnom (tvornice vagona, automobila), elektrotehničkom, tekstilnom (pamuk, svila) i kemijskom industrijom, te proizvodnjom papira, stakla i obradom kože.
Seul je jedan od najstarijih gradova u Koreji i kulturno središte s državnim i nekoliko privatnih sveučilišta. Na tom mjestu je bila prijestolnica više kraljevstava koja su kroz povijest postojala na Korejskom poluotoku.

## Povijest
Na području Seula postoje arheološki nalazi iz paleolitika i neolitika. Prvi grad na tom prostoru bio je iz razdoblja Triju kraljevstava i nosio je ime Wiryeseong. Bio je glavni grad kraljevstva Baekje koje je nastalo u 18. stoljeću pr. Kr. 392. godine Seul je došao pod vlast kraljevstva Goguryeo, a 551. kraljevstva Sila.
God. 1104. dinastija Goryeo, koja je vladala cijelom Korejom, izgradila je palaču u Seulu koja je nazvana Namgyeong („Južna prijestolnica”). Seul, tada poznat kao Hanseong, je Seoul je kao prijestolnicu Koreje odabrao Taejo Joseon, osnivač dinastije Joseon, 1394. god. Od tada, pa sve do podjele zemlje 1948., osim jednog kraćeg prekida između 1399. i 1405. god., Seul je stalno bio prijestolnica zemlje. U tom razdoblju su sagrađene gradske zidine koje djelomično postoje do danas.
Krajem 19. st. se nakon izolacije Koreja otvara stranim utjecajima, te to dovodi do brze modernizacije grada.
God. 1910. Japanci su okupirali Koreju i u Seulu su osnovali glavni grad okupirane države koji su nazvali Gyeongseong. Tijekom japanske okupacije (1910. – 1945.) grad se modernizirao, gradske zidine i vrata su djelomično srušene, izgrađen je velik broj kuća u europskom duhu, a dobar dio cesta je asfaltiran za prve automobile. Nakon 2. svj. rata je Koreja oslobođena i grad je dobio današnje ime Seul. Grad je pretrpio velike štete tijekom Korejskog rata 1950. – 1953., tako da je privremeno od 1951. do 1953. god. glavni grad premješten u udaljeniji i manje oštećen Busan. Nakon rata se grad brzo obnavlja i modernizira, dolaze mnogi doseljenici i grad izrazito brzo raste. Grade se brojni neboderi i moderne zgrade, posebno zbog brzog korejskog gospodarskog rasta. God. 1988. Seul je bio domaćin Olimpijskih igara, a 2002. Svjetskog prvenstva u nogometu. Danas vlada Južne Koreje razmišlja o preseljenju glavnog grada u grad Gongju s ciljem rasterećenja Seula koji je postao prevelika gradska aglomeracija i okuplja četvrtinu stanovništva Južne Koreje.

## Znamenitosti
Najveće znamenitosti grada su pet povijesnih građevina iz doba dinastije Joseon: palače Changgyeong, Gyeongbokgung, Deoksugung, Changdeokgung i konfucijansko svetište Jongmyo koje je 1995. uvršteno na UNESCO-ov popis mjesta svjetske baštine u Aziji Na isti popis je 1997. god. uvrštena i Palača Changdeokgung te 2009. i Kraljevske grobnice dinastije Joseon. Osim toga, turistima su zanimljivi i sačuvani ostatci utvrde iz vremena Kraljevstva Baekje.
Grad ima preko 100 muzeja od kojih je najveći ultramoderni Nacionalni muzej Koreje.
Seul je grad brojnih parkova i sportskih terena od kojih su najpoznatiji sportski kompleks na južnim obalama rijeke Han izgrađen 1986. god.  za Azijske igre i Olimpijski park izgrađen 1988. za potrebe Ljetnih olimpijskih igara 1988. s parkom skulptura i Muzejom Olimpijskih igara.
Grad ima brojne budističke i konfucijanske hramove,  katoličku katedralu Myeongdong, brojne protestanske crkve i džamiju.
Seul ima sve više atrakcija novog vremena, od kojih su najzanimljiviji visoki maštovito oblikovani neboderi velikih korporacija, kao što je to Svjetski trgovački centar Koreja i Toranj N.
U Seulu se nalazi više desetaka sveučilišta s brojnim fakultetima. U gradu također postoje brojne trgovine.

## Zemljopis
Seul se nalazi na sjeverozapadu Južne Koreje, nedaleko granice sa Sjevernom Korejom. Kroz grad teče rijeka Han. Reljef je brdovit. Klima je vlažna suptropska s velikim utjecajem monsuna. Grad ima veliku količinu padalina koja većinom padne ljeti. Ljetne temperature su prilično visoke, a zimske niske.
Seul je važno željezničko i cestovno čvorište te međunarodna zračna luka. Njegova predluka na Žutome moru je Inchon (udaljena 32 km). Preopterećen je i nema se gdje širiti. Inchon i grad Bucheon sa Seulom čine konurbaciju.
Nekad značajna luka na rijeci Han danas je bez prometa, jer je rijeka teče pored granice sa Sjevernom Korejom. Javni gradski prijevoz je odlično organiziran, jer grad ima jedan od najmodernijih metroa na svijetu.

## Gospodarstvo
Seul je najveće gospodarsko i industrijsko središte zemlje u kojoj informatička i elektronička industrija ubrzano zamjenjuju tradicionalne industrije tekstila, odjeće, strojogradnje i kemikalija.
U Seulu postoje sjedišta brojnih južnokorejskih korporacija koje su poznate u cijelom svijetu (Samsung, LG, Hyundai, Kia, itd). Zbog toga je grad poslovni i financijski centar svjetskog značenja. Južna Koreja se tokom druge polovice 20. st. izrazito brzo gospodarski razvija i preobražava od siromašne u izrazito razvijenu zemlju (gospodarski tigar), a u Seulu se najjače ogledaju posljedice tog rasta (gradnja modernih zgrada, modernizacija prometnica, dolazak brojnih doseljenika, brz rast standarda).

## Gradovi prijatelji
| - Ankara, Turska - Astana, Kazahstan - Atena, Grčka - Bangkok, Tajland - Bau-Bau, Indonezija - Bogota, Kolumbija - Buenos Aires, Argentina - Caracas, Venezuela - Džakarta, Indonezija - Guam, teritorij pod upravom SAD-a - Hanoi, Vijetnam | - Honolulu, SAD - Kairo, Egipat - Mexico City, Meksiko - Moskva, Rusija - Mumbai, Indija - Ottawa, Kanada - Pariz, Francuska - Peking, Kina - Rim, Italija - San Francisco, SAD | - São Paulo, Brazil - Taipei, Tajvan - Tegucigalpa, Honduras - Teheran, Iran - Tirana, Albanija - Tokyo, Japan - Ulaan Baatar, Mongolija - Vancouver, Kanada - Varšava, Poljska - Washington, SAD |

## Vanjske poveznice
- Seoul Metropolitan Government (engl.)
- Highlights of Seoul (National Tourism Organization)  Arhivirana inačica izvorne stranice od 4. veljače 2004. (Wayback Machine) (engl.)